# Michael Jaffé (Rechtsanwalt)
Michael Jaffé (* 1963 in München) ist ein deutscher Rechtsanwalt, Fachanwalt für Steuer- und Insolvenzrecht und Insolvenzverwalter.

## Biografie
Nach dem Besuch des Ludwigsgymnasiums München studierte er an der Ludwig-Maximilians-Universität München Rechtswissenschaft und promovierte 1994 an der Universität Regensburg. 1993 gründete er die Kanzlei JAFFÉ Rechtsanwälte Insolvenzverwalter mit Sitz in München, die vor allem auf dem Gebiet der Insolvenzverwaltung, des Insolvenzrechts, des Prozessrechts sowie den damit im Zusammenhang stehenden Rechtsgebieten überregional tätig ist. 2020 waren an sieben Standorten acht Insolvenzverwalter in vier Bundesländern bestellt.
Bekannt wurde er als Insolvenzverwalter von Unternehmen wie KirchMedia, NICI, Knaus Tabbert, Grob Aerospace, Bergland Naturkäse, Stadtwerke Gera, P&R-Gruppe, Qimonda und Wirecard.
Im Sommersemester 2006 erhielt Jaffé einen  Lehrauftrag der Ludwig-Maximilians-Universität München zu dem Thema Moderne Sanierungsinstrumente in der Unternehmensinsolvenz, der verlängert wurde. Im Wintersemester 2007/2008 und 2008/2009 las Jaffé als Vertreter von Horst Eidenmüller auf Grundlage eines weiteren Lehrauftrages zusätzlich auch die Vorlesung Unternehmensinsolvenzrecht.
Jaffé ist u. a. Mitglied des Verbandes Insolvenzverwalter und Sachwalter Deutschlands (VID), des Gravenbrucher Kreises, des Arbeitskreises Insolvenzrecht des Deutschen Anwaltvereins (DAV) sowie der INSOL Europe.

## Veröffentlichungen (Auswahl)
- Insolvenzplan versus außergerichtliche Sanierung. In: Arbeitskreis für Insolvenzwesen Köln e. V. (Hrsg.): Kölner Schrift zur Insolvenzordnung, 3. Aufl.
- Herausforderungen und Chancen bei M&A Transaktionen in der Insolvenz. Aus der Perspektive eines Insolvenzverwalters. In: M&A Merger and Acquisitions Review, 10/2009, S. 3.
- Kommentierung der Vorschriften des Insolvenzplans (§§ 217–269 InsO). In: Wimmer: Frankfurter Kommentar zur Insolvenzordnung. 5. Auflage 2009.
- Verbesserung der Wettbewerbsfähigkeit des Insolvenzstandorts Deutschland. In: Zeitschrift für Wirtschaftsrecht, 29. Jg., Nr. 40, RWS Verl. Kommunikationsforum, Köln 2008 ISSN 0723-9416, S. 1849–1858.
- Erfolgreiche Zusammenarbeit zwischen Insolvenzverwalter, Betriebsrat, Gewerkschaft und Arbeitnehmer. In: Wirkungsvolle Gestaltung von Arbeitsbedingungen als Weichenstellung für Restrukturierung, Sanierung und Insolvenz. Nomos-Verl.-Ges., Baden-Baden 2008, S. 29–40.
- Übertragende Sanierung und Liquidation. In: Bork/Koschmieder: Fachanwaltshandbuch Insolvenzrecht.
- Die Anknüpfung der Verjährung im deutsch-amerikanischen Rechtsverkehr sowie das Institut der Verjährung beim Handelskauf beweglicher Sachen im Staate New York, Diss., 1994